# Escola de Pallerols de Rialb
L'Escola de Pallerols de Rialb és un edifici del nucli de Pallerols, al municipi de la Baronia de Rialb (Noguera). Forma part de l'Inventari del Patrimoni Arquitectònic de Catalunya.

## Situació
El lloc de Pallerols es troba al sector central-oriental del terme municipal. S'allargassa damunt d'un airós coll que uneix els contraforts occidentals de la serra de l'Arçosa amb la serra de Palou, entre el barranc del Vilaró, al sud, i la rasa de la Font de Pallerols al nord. L'escola és el primer edifici, aïllat, que es troba en arribar al poble. Un centenar de metres més enllà hi ha l'església parroquial de Sant Esteve. Enmig, la rectoria, en avançat estat de recuperació.
S'hi va des de la carretera asfaltada que uneix la C-1412b (de Ponts a Tremp) (km. 12,7) amb Peramola a l'Alt Urgell. A 12 km. de la C-141b o a 7,8 de Peramola(42° 01′ 56″ N, 1° 13′ 26″ E / 42.032144°N,1.223849°E), una desviació cap al nord (ben senyalitzada) hi puja en 1,5 km.

## Descripció

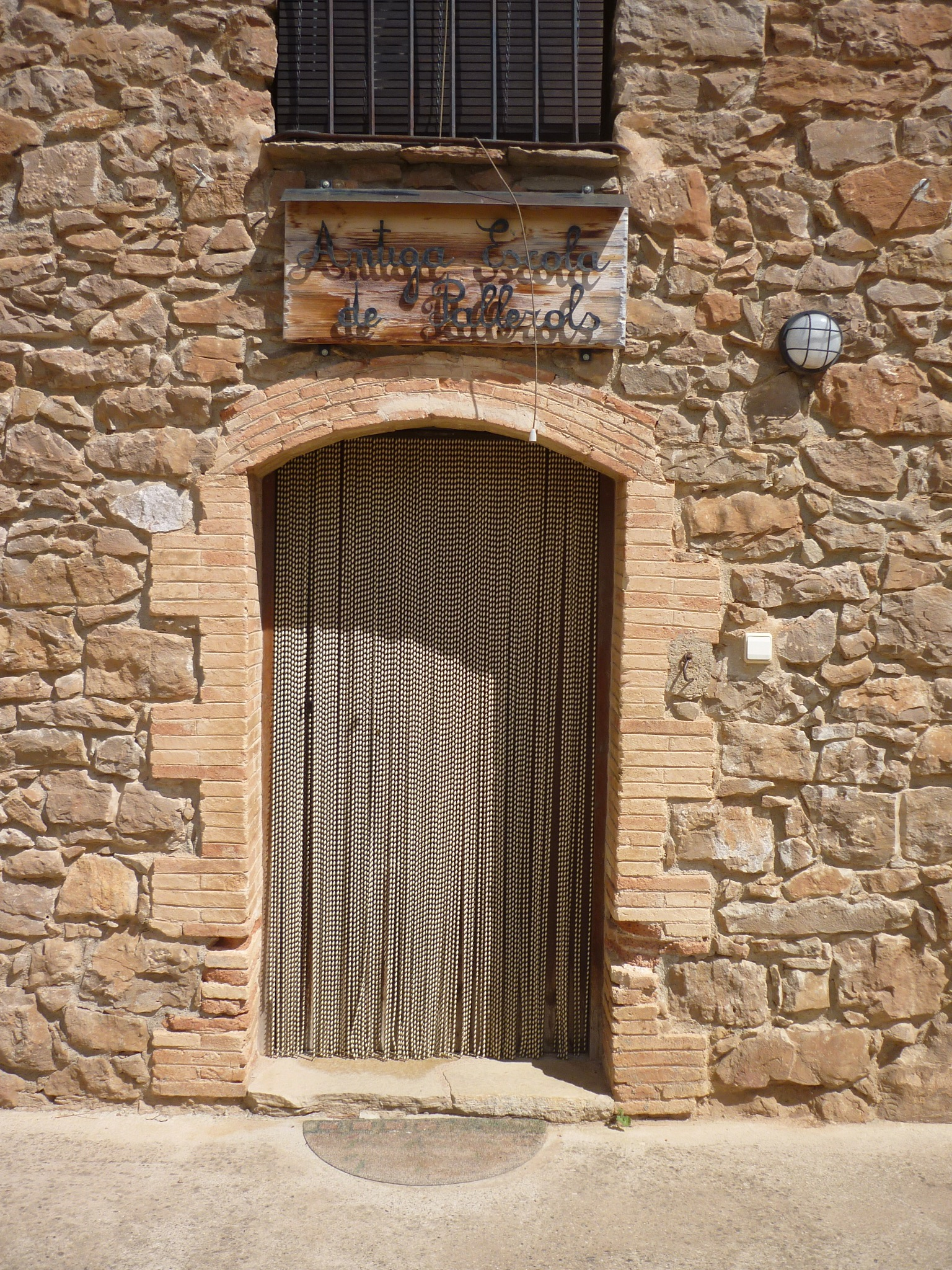
Porta d'entrada

És un edifici aïllat de planta rectangular i dues d'alçada. Coberta a dos vessants amb teula àrab sobre murs de maçoneria arrebossat a la façana principal. Planta baixa amb porta d'accés i finestres a ponent per aula. Té un pis superior amb dos balconets i dues finestretes per a l'habitatge del mestre.

## Història
El 1912 és la data que apareix en una placa de la façana principal. Pertany al conjunt d'escoles públiques construïdes a la Baronia de Rialb a començaments de segle.